# Margaret Hoover
Margaret Claire Hoover (Colorado, 11 de dezembro de 1977) é uma jornalista e escritora estadunidense. Ela é bisneta de Herbert Hoover, o 31º presidente dos Estados Unidos.

## Carreira
Margaret Hoover teve experiências significativas no setor público, atuando como Diretora Associada de Assuntos Intergovernamentais no governo de George W. Bush. Além disso, ela trabalhou ativamente na campanha de reeleição de Bush em 2004 e como diretora adjunta de finanças na candidatura presidencial de Rudy Giuliani entre 2006-07. Antes disso, Margaret também serviu como funcionária do congressista Mario Díaz-Balart no Capitólio e como assessora do secretário adjunto do Departamento de Segurança Interna.